# Hidrogén-karbonátok
A hidrogén-karbonátok (más néven bikarbonátok) HCO−3 iont tartalmazó vegyületek. 
A szénsav savanyú sói.

## Előfordulás
Különböző ásványvizekben megtalálhatók.
A víz változó keménységét adják a hidrogén-karbonátok.

## Fizikai és kémiai tulajdonságok
Az alkálifém-hidrogén-karbonátok vizes oldata gyengén lúgos kémhatású:
HCO3– + H2O <–> H2CO3 + OH–
Az alkálifém-hidrogén-karbonátok már kb. 150 °C fölött szabályos karbonátokká alakíthatók:
2NaHCO3 –> Na2CO3 + H2O + CO2
Az alkáliföldfém-hidrogén-karbonátok vízoldékonysága nagyobb, mint a szabályos karbonátoké. Szén-dioxid hatására a szabályos karbonátok feloldhatók. 
A következő folyamat megy végbe a természetben mészkőbarlangok képződésekor is:
CaCO3 + H2O + CO2 <–> Ca2+ + 2 HCO3–
Az alkáliföldfém-hidrogén-karbonátok termikus stabilitása még az alkálifém-hidrogén-karbonátokénál is kisebb, így vizes oldatból egyszerű forralással kicsaphatók (cseppkőképződés, vízkőképződés):
MgCO3 + H2O + CO2 –> Mg2+ + 2 HCO3–
A vízben oldódó hidrogén-karbonátok vizes oldatai enyhén lúgosak, pH-értékük pH 8-9.